# Giải SEFCA cho kịch bản gốc hay nhất
Giải SEFCA cho kịch bản gốc hay nhất là một giải của SEFCA dành cho kịch bản gốc của một phim, được bầu chọn là hay nhất. Giải này được lập từ năm 1997.

## Các kịch bản phim đoạt giải

### Thập niên 1990
| Năm  | Kịch bản phim       | Soạn giả                      |
| ---- | ------------------- | ----------------------------- |
| 1997 | As Good as It Gets  | Mark Andrus & James L. Brooks |
| 1998 | Shakespeare in Love | Marc Norman & Tom Stoppard    |
| 1999 | American Beauty     | Alan Ball                     |

### Thập niên 2000
| Năm  | Kịch bản phim                         | Soạn giả                     |
| ---- | ------------------------------------- | ---------------------------- |
| 2000 | Almost Famous                         | Cameron Crowe                |
| 2001 | Memento                               | Christopher Nolan            |
| 2002 | Far from Heaven                       | Todd Haynes                  |
| 2003 | Lost in Translation                   | Sofia Coppola                |
| 2004 | Eternal Sunshine of the Spotless Mind | Charlie Kaufman              |
| 2005 | Crash                                 | Paul Haggis & Robert Moresco |
| 2006 | Little Miss Sunshine                  | Michael Arndt                |
| 2007 | Juno                                  | Diablo Cody                  |
| 2008 | Milk                                  | Dustin Lance Black           |

Bản mẫu:SEFCA Awards Chron